# Holotrichia subrugosa
Holotrichia subrugosa är en skalbaggsart som beskrevs av Moser 1915. Holotrichia subrugosa ingår i släktet Holotrichia och familjen Melolonthidae. Inga underarter finns listade i Catalogue of Life.